# Romana Slavinec
Romana Slavinec (25 de julio de 1990) es una deportista austríaca que compite en triatlón. Ganó cuatro medallas en el Campeonato Mundial de Triatlón de Invierno entre los años 2016 y 2021, y tres medallas en el Campeonato Europeo de Triatlón de Invierno entre los años 2016 y 2020.

## Palmarés internacional
| Campeonato Mundial | Campeonato Mundial            | Campeonato Mundial | Campeonato Mundial |
| Año                | Lugar                         | Medalla            | Prueba             |
| ------------------ | ----------------------------- | ------------------ | ------------------ |
| 2016               | Zeltweg (Austria)             | Medalla de bronce  | Individual         |
| 2018               | Cheile Gradistei (Rumania)    | Medalla de bronce  | Individual         |
| 2019               | Asiago (Italia)               | Medalla de bronce  | Individual         |
| 2021               | San Julián de Loria (Andorra) | Medalla de plata   | Individual         |
| Campeonato Europeo |                               |                    |                    |
| Año                | Lugar                         | Medalla            | Prueba             |
| 2016               | Otepää (Estonia)              | Medalla de bronce  | Individual         |
| 2017               | Otepää (Estonia)              | Medalla de plata   | Individual         |
| 2020               | Cheile Gradistei (Rumania)    | Medalla de plata   | Individual         |